# Grand Prix Formule 1 van Europa 2000
De Grand Prix Formule 1 van Europa 2000 werd gehouden op 21 mei op de Nürburgring in Nürburg.

## Verslag
De race ging van start met David Coulthard die vanaf pole-position niet zo goed weg kwam.
Mika Häkkinen kwam echter wel goed van zijn plaats en reed zich naar de leiding, waarbij hij even toucheerde met de Ferrari van Michael Schumacher.
Na 10 ronden begon het te regenen en Michael Schumacher maakte handig gebruik van de twijfel bij Häkkinen door hem te passeren.
Eerst was het lichte regen, maar een aantal rondes later begon het harder te regenen en volgden de pitstops voor regenbanden.
Coulthard kwam voor Häkkinen terug in de wedstrijd, maar al gauw bleek dat de Fin sneller was en dus liet Coulthard hem voorbij.
Barrichello lag verder terug in de wedstrijd en moest zich voorbij Irvine en Verstappen knokken om terug te keren in de punten.
Jos Verstappen reed een sterke wedstrijd,  maar toen hij Eddie Irvine probeerde te passeren raakten de twee elkaar. Irvine spinde en werd geraakt door Ralf Schumacher,  terwijl Verstappen door een beschadiging aan de wielophanging een aantal bochten later definitief uit de wedstrijd spinde.
Michael Schumacher leidde voor Häkkinen, die nog zijn best deed om het gat met de Duitser te verkleinen  maar uiteindelijk zijn meerdere moest erkennen in Schumacher.  Beide  coureurs hadden wel de rest van het veld, inclusief hun teamgenoten, op één of meer ronden achterstand gereden.

## Uitslag
| Positie | Nummer | Rijder                | Team               | Ronden | Tijd/Opgave | Startplaats | Punten |
| ------- | ------ | --------------------- | ------------------ | ------ | ----------- | ----------- | ------ |
| 1       | 3      | Michael Schumacher    | Scuderia Ferrari   | 67     | 1:42:00.307 | 2           | 10     |
| 2       | 1      | Mika Häkkinen         | McLaren - Mercedes | 67     | +13.822     | 3           | 6      |
| 3       | 2      | David Coulthard       | McLaren - Mercedes | 66     | +1 Ronde    | 1           | 4      |
| 4       | 4      | Rubens Barrichello    | Scuderia Ferrari   | 66     | +1 Ronde    | 4           | 3      |
| 5       | 11     | Giancarlo Fisichella  | Benetton Formula   | 66     | +1 Ronde    | 7           | 2      |
| 6       | 18     | Pedro de la Rosa      | Arrows - Supertec  | 66     | +1 Ronde    | 12          | 1      |
| 7       | 16     | Pedro Diniz           | Sauber - Petronas  | 65     | +2 Rondes   | 15          |        |
| 8       | 21     | Gaston Mazzacane      | Minardi            | 65     | +2 Rondes   | 21          |        |
| 9       | 14     | Jean Alesi            | Prost Grand Prix   | 65     | +2 Rondes   | 17          |        |
| 10      | 10     | Jenson Button         | Williams-BMW       | 62     | Elektrisch  | 11          |        |
| 11      | 8      | Johnny Herbert        | Jaguar Racing      | 61     | Botsing     | 16          |        |
| 12      | 12     | Alexander Wurz        | Benetton Formula   | 61     | Botsing     | 14          |        |
| Ret     | 23     | Ricardo Zonta         | BAR-Honda          | 51     | Gespind     | 18          |        |
| Ret     | 20     | Marc Gené             | Minardi            | 47     | Gas         | 20          |        |
| Ret     | 22     | Jacques Villeneuve    | BAR-Honda          | 46     | Motor       | 9           |        |
| Ret     | 7      | Eddie Irvine          | Jaguar Racing      | 29     | Botsing     | 8           |        |
| Ret     | 19     | Jos Verstappen        | Arrows - Supertec  | 29     | Gespind     | 13          |        |
| Ret     | 9      | Ralf Schumacher       | Williams-BMW       | 29     | Botsing     | 5           |        |
| Ret     | 17     | Mika Salo             | Sauber - Petronas  | 27     | Assen       | 19          |        |
| Ret     | 5      | Heinz-Harald Frentzen | Jordan-Mugen-Honda | 2      | Motor       | 10          |        |
| Ret     | 6      | Jarno Trulli          | Jordan-Mugen-Honda | 0      | Botsing     | 6           |        |
| DNS     | 15     | Nick Heidfeld         | Prost Grand Prix   | 0      | Uitgesloten | 22          |        |

## Wetenswaardigheden
- Nick Heidfeld kwalificeerde zijn Prost als 13e, maar zijn auto was twee kilo te licht en hij was uitgesloten van deelname. Het zou zijn eerste Grand Prix zijn in zijn thuisland Duitsland.

## Statistieken
| Snelste ronde | Michael Schumacher | Scuderia Ferrari | 1:22.269 |

## Noot
- Dit was de zeshonderdste Grand Prix-start voor een Franse coureur.
- Michael Schumacher breidde zijn eigen record uit door de Grote Prijs van Europa drie keer te hebben gewonnen (eerder overwinningen waren in 1994 en 1995).

Als eretitel: 1923 (Italië) · 1924 (Frankrijk) · 1925 (België) · 1926 (San Sebastián) · 1927 (Italië) · 1928 (Italië) · 1930 (België) · 1947 (België) · 1948 (Zwitserland) · 1949 (Italië) · 1950 (Groot-Brittannië) · 1951 (Frankrijk) · 1952 (België) · 1954 (Duitsland) · 1955 (Monaco) · 1956 (Italië) · 1957 (Groot-Brittannië) · 1958 (België) · 1959 (Frankrijk) · 1960 (Italië) · 1961 (Duitsland) · 1962 (Nederland) · 1963 (Monaco) · 1964 (Groot-Brittannië) · 1965 (België) · 1966 (Frankrijk) · 1967 (Italië) · 1968 (Duitsland) · 1972 (Groot-Brittannië) · 1973 (België) · 1974 (Duitsland) · 1975 (Oostenrijk) · 1976 (Nederland) · 1977 (Groot-Brittannië)
Als alleenstaande race: 1983 · 1984 · 1985 · 1993 · 1994 · 1995 · 1996 · 1997 · 1999 · 2000 · 2001 · 2002 · 2003 · 2004 · 2005 · 2006 · 2007 · 2008 · 2009 · 2010 · 2011 · 2012 · 2016